# Brian Michael Noble
Brian Michael Noble (Lancaster, 11 aprile 1936 – Birkenhead, 21 ottobre 2019) è stato un vescovo cattolico britannico.

## Biografia
Brian Michael Noble nacque a Lancaster, l'11 aprile 1936.
Frequentò il St. Cutbert's College (rinominato in seguito Ushaw College e infine chiuso nel 2011) nel villaggio minerario di Ushaw Moor, nella contea di Durham per la propria formazione sacerdotale. Fu ordinato presbitero l'11 giugno 1960 dal vescovo Thomas Edward Flynn, incardinandosi nella diocesi di Lancaster.
Dopo l'ordinazione sacerdotale fu nominato curato della St Ignatius' Church, a Preston, dal 1960 al 1968 e poi servì come cappellano per la scuola Our Lady and St Patrick's Catholic Primary a Maryport dal 1968 al 1972. Successivamente fu cappellano per l'Università di Lancaster e sacerdote responsabile per la St Joseph's Church nel villaggio di Galgate. Nel 1980 si recò a Roma per lavorare presso il Pontificio Collegio Beda come professore di studi pastorali e liturgia, fino al 1987 quando tornò in Inghilterra e fu nominato parroco della parrocchia St Benedict's a Whitehaven.
Il 23 giugno 1995 papa Giovanni Paolo II lo nominò vescovo di Shrewsbury. Ricevette l'ordinazione episcopale il 30 agosto seguente per imposizione delle mani dell'arcivescovo Maurice Noël Léon Couve de Murville. In seno alla Conferenza episcopale di Inghilterra e Galles (Catholic Bishops' Conference of England and Wales - CBCEW) fu presidente del comitato per la spiritualità e membro del dipartimento per la vita cristiana e il culto. Nel 2014 pubblicò una guida pratica alla preghiera e alla spiritualità intitolata Do you love me?.
Resse la diocesi per 15 anni, ritirandosi il 1º ottobre 2010.
Nel 2015 si espresse favorevolmente all'estensione dell'ordine sacro agli uomini sposati.
Morì a Birkenhead il 21 ottobre 2019, all'età di 83 anni.

## Genealogia episcopale e successione apostolica
La genealogia episcopale è:
- Cardinale Scipione Rebiba
- Cardinale Giulio Antonio Santori
- Cardinale Girolamo Bernerio, O.P.
- Arcivescovo Galeazzo Sanvitale
- Cardinale Ludovico Ludovisi
- Cardinale Luigi Caetani
- Cardinale Ulderico Carpegna
- Cardinale Paluzzo Paluzzi Altieri degli Albertoni
- Papa Benedetto XIII
- Papa Benedetto XIV
- Papa Clemente XIII
- Cardinale Marcantonio Colonna
- Cardinale Giacinto Sigismondo Gerdil, B.
- Cardinale Giulio Maria della Somaglia
- Cardinale Carlo Odescalchi, S.I.
- Cardinale Costantino Patrizi Naro
- Cardinale Serafino Vannutelli
- Cardinale Domenico Serafini, Cong. Subl. O.S.B.
- Cardinale Pietro Fumasoni Biondi
- Arcivescovo Filippo Bernardini
- Vescovo Franziskus von Streng
- Arcivescovo Bruno Bernard Heim
- Arcivescovo Maurice Noël Léon Couve de Murville
- Vescovo Brian Michael Noble

La successione apostolica è:
- Vescovo Mark Davies (2010)